# Barbarigo-Klasse
Die Barbarigo-Klasse war eine Klasse von vier U-Booten der Regia Marina. Die nach dem italienischen Kriegseintritt in den Ersten Weltkrieg in Auftrag gegebene Klasse, war für den Einsatz im zentralen Mittelmeer konzipiert, kam aber zu keinem Kriegseinsatz.

## Baugeschichte
Die Barbarigo-Klasse war eine Weiterentwicklung der Pacinotti-Klasse. Es war die letzte vom Marineingenieur Cesare Laurenti für die italienische Marine entworfene U-Boot-Klasse. Bei der Planung stand ihm Virginio Cavallini zur Seite, der sich für die Anordnung der Elektromotoren verantwortlich zeichnete.
Mit der Barbarigo-Klasse nahm die italienische Marine den Gedanken wieder auf, dass die k.u.k. Kriegsmarine auch eine Bedrohung im zentralen Mittelmeer darstellen könnte. Um einer solchen Gefahr begegnen zu können, bestellte die Marine Boote mit einer entsprechenden Verdrängung, mit denen man in der Lage war  über die Adria hinaus zu operieren.
Alle vier Boote der Klasse wurden im Oktober 1915 in der Fiat-Werft San Giorgio in Muggiano auf Kiel gelegt. Da die österreichische Marine jedoch ihre Unternehmungen auf die Adria beschränkte, verzögerte sich der Bau. Zwei Boote wurden im September 1918 wenige Wochen vor Kriegsende in Dienst gestellt, die zwei anderen sogar erst nach Ende des Ersten Weltkrieges.
Bei den Testfahrten konnte das Typboot durchaus überzeugen. Es war gut ausbalanciert und besaß eine gute Manövrierfähigkeit mit einer ansprechenden Geschwindigkeit bei der Über- und bei der Unterwasserfahrt. Bei ihrer Indienststellung war die Klasse jedoch veraltet, da sie nach den Anforderungen der Kriegsführung zu Beginn des Ersten Weltkrieges entwickelt worden war. Insbesondere die maximale Tauchtiefe von nur 50 m war nicht mehr zeitgemäß.

## Boote der Klasse
| Boot               | Bauwerft                   | Kiellegung       | Stapellauf        | Indienststellung   |
| ------------------ | -------------------------- | ---------------- | ----------------- | ------------------ |
| Agostino Barbarigo | Fiat San Giorgio, Muggiano | 22. Oktober 1915 | 18. November 1917 | 10. September 1918 |
| Andrea Provana     | Fiat San Giorgio, Muggiano | 16. Oktober 1915 | 27. Januar 1918   | 10. September 1918 |
| Sebastiano Veniero | Fiat San Giorgio, Muggiano | 21. Oktober 1915 | 7. November 1918  | 29. April 1919     |
| Giacomo Nani       | Fiat San Giorgio, Muggiano | 27. Oktober 1915 | 8. September 1918 | 10. August 1919    |

Quellen
Vier gleichnamige Boote wurden zwischen 1937 und 1938 in der Marcello-Klasse gebaut.

## Einsatzgeschichte

### Agostino Barbarigo
Das Typboot wurde nach dem venezianischen Flottenchef während der Seeschlacht von Lepanto, Agostino Barbarigo, benannt. Es wurde im September 1918 in Dienst gestellt, kam aber zu keinen Kriegseinsatz mehr. Nach dem Waffenstillstand wurde es der 1. U-Boot-Flottille in La Spezia unterstellt. Im September 1923 gehörte das Boot den italienischen Marineverbänden an, die an der Besetzung Korfus durch das faschistische Italien beteiligt waren. 1924 und 1925 nahm es noch an den großen Manövern der italienische Kriegsflotte teil. Im Dezember 1925 wurde es der Marineakademie in Livorno übergeben, die die Agostino Barbarigo bis 1928 für Ausbildungszwecke nutzte. Am 1. Mai 1928 wurde das Boot schließlich außer Dienst gestellt.

### Andrea Provana
Der Namensträger des Bootes war der savoyische Admiral Andrea Provana di Leinì. Nach der Indienststellung im September 1918 wurde die Andrea Provana unter dem Kommando von Korvettenkapitän Ubaldo degli Uberti der 1. U-Boot-Flottille in La Spezia unterstellt. Wie das Schwesterboot Agostino Barbarigo kam das Boot zu keiner Feindfahrt mehr bis zum Ende des Ersten Weltkrieges im November 1918. Im Oktober 1920 wurde es zur Seekadettenausbildung der Marineakademie in Livorno überstellt. Im September 1923 gehörte es wie die Agostino Barbarigo zu den Einheiten der Regia Marina, die an der Besetzung Korfus teilnahmen. 1926 und 1927 nahm es an den Manövern der italienischen Kriegsmarine teil. Nach einer Explosion im Maschinenraum am 30. März 1927, bei der sechs Besatzungsmitglieder verletzt wurden, wurde die Andrea Provana desarmiert und am 21. Januar 1928 außer Dienst gestellt.
Der zentrale Rumpfbereich mit dem Turm wurde zum zehnten Jahrestags des Ende des Ersten Weltkrieges 1928 in Turin im Pavillon der italienischen Marine ausgestellt. Nach dem Ende der Veranstaltung kaufte der örtliche Veteranenverband der italienischen Marine das Teil auf und stellte es an seinem Sitz in Turin auf. Dort steht die Andrea Provana noch heute.

### Sebastiano Veniero
Benannt nach dem venezianischen Dogen und Helden von Lepanto, Sebastiano Venier, wurde das Boot nach seiner Indienststellung aus Ausbildungsboot im Tyrrhenischen Meer benutzt. Die Sebastiano Veniero versank in der Nacht vom 25. auf den 26. August 1925 vor dem Capo Passero an der Südostspitze Siziliens, nachdem sie bei einem Seemanöver auf Tauchfahrt befindend vom unter italienischer Flagge laufenden Dampfer Capena gegen Mitternacht gerammt worden war. Bei dem Unfall kamen alle 48 Mann an Bord ums Leben. Die Verunglückten wurden nicht geborgen und liegen noch im Wrack auf 54 m Tiefe, das als Seekriegsgrab geschützt ist.

### Giacomo Nani
Das nach dem venezianischen Admiral und Marinehistoriker Giacomo Nani benannte Boot war nach seiner Indienststellung verschiedenen Marineverbänden unterstellt und nahm zwischen 1924 und 1930 an mehreren Seemanövern teil. 1935 wurde es in La Spezia desarmiert und am 1. August des gleichen Jahres außer Dienst gestellt.